# IDLE
IDLE (zkratka anglického Integrated Development and Learning Environment,  doslova Integrované vývojové a výukové prostředí) je vývojové prostředí pro Python, které je přímo součástí jazyka od jeho verze 1.5.2b1, byť například v rámci balíčkovacích systémů různých linuxových distribucí bývá často zabaleno odděleně. Je samo napsáno v Pythonu s použitím knihovny Tkinter (což je pythonovské rozhraní pro Tk).
IDLE je multiplatformní, funguje víceméně stejně na Linuxu (a jiných systémech unixového typu), macOS i na Microsoft Windows.
Podporuje mimo jiné zvýrazňování syntaxe, našeptávání, ladicí zarážky a zobrazení zásobníku volání. 
Vzhledem k tomu, že tvůrce jazyka i IDLE Guido van Rossum pojmenoval jazyk po britské komediální skupině zvané Monty Python, je pravděpodobně, že název IDLE má kromě zkratky popisného názvu odkazovat také k jednomu z jejích členů, Ericu Idleovi.